# مقاطعة مركا
مقاطعة مركا (بالصومالية: Degmada Merka)‏ إحدى مقاطعات محافظة شبيلي السفلى جنوب شرق الصومال، عاصمتها مركا.

## روابط خارجية
- مقاطعات الصومال
- الخريطة الإدارية لمقاطعة مركا